# Fluorose
Fluorose (fluorosis dentalis) is een tandverkleuring waarbij helderwitte vlekken het tandglazuur gaan ontsieren. Bij zeer hoge fluorgehalten komen ook bruine vlekken voor. Fluorose ontstaat door een te hoge absorptie van fluoride gedurende de vorming van de tand (tussen de leeftijd van 6 maanden tot 5 jaar), waarbij de fluoride-ionen de hydroxide-ionen in het hydroxyapatiet gaan vervangen. Eens de tand gevormd en doorgebroken, kunnen er geen nieuwe fluorosevlekken ontstaan. En deze die aanwezig zijn kunnen niet meer verdwijnen.
Fluoride wordt toegediend ter versterking van de tand, daar fluorapatiet veel meer zuurbestendig is dan het calciumhydroxyapatiet. Maar omdat de kans op fluorose bestaat dient de inname van fluoride gedurende de eerste levensjaren zorgvuldig gedoseerd te worden.